# Air Moldova
Air Moldova je moldavski nacionalni zračni prijevoznik sa sjedištem u Kišinjevu te međunarodnom zračnom lukom Kišinjev kao glavnim čvorištem (hubom). Air Moldova bavi se putničkim te transportom tereta i pošte. Kompanija je osnovana 12. siječnja 1993. dekretom moldavskog predsjednika a trenutno u domaćem prometu drži 50% putničkog transporta.

## Povijest
Povijest tvrtke vezana je uz Aeroflot kada je u rujnu 1944. u moldavsku prijestolnicu sletio dvokrilac Polikarpov Po-2. Prvih petnaest zrakoplova obavljalo je domaće letove te poslove u agrokulturi. Tijekom prvih godina nakon 2. svjetskog rata kompanija je s dva aviona Lisunov Li-2 počela letjeti za Moskvu te gradove u Ukrajini kao i liječilišta na obali Crnog mora i na Kavkazu.
Tijekom 1960-ih godina zračna luka Kišinjev mogla je primati mlazne zrakoplove dok je zračna flota tvrtke povećana na Antonovljeve modele An-10, An-12 i An-24. Tada je povećan i broj odredišta na području SSSR-a a započeo je i teretni transport voća i povrća uzgojenog u Moldovi prema najvećim industrijskim centrima zemlje.
1971. godine Tupoljev Tu-134 postaje glavni zrakoplov tvrtke koja je do sredine 1980-ih raspolagala s deset ovih aviona. U to vrijeme moldavska posada je letjela u 73 sovjetska grada te je godišnje prevozila preko milijun putnika. Prva međunarodna linija otvorena je 1990. i to na relaciji Kišinjev-Frankfurt.
Početkom 1990-ih dolazi raspada SSSR-a i restrukturiranja zrakoplovne industrije u zemlji a kao posljedica reorganizacije nastaje Air Moldova (na temelju ovdašnje podružnice i zrakoplova Aeroflota). Cijeli proces reorganizacije započeo je u vrijeme teške političke situacije, slabog životnog standarda, recesije i narušavanja postojećih gospodarskih odnosa. U isto vrijeme javili su se i problemi s opskrbom goriva.
Tada su otvorene nove rute prema europskim destinacijama te su po prvi puta u posljednjih deset godina nabavljeni novi zrakoplovi. 4. kolovoza 2004. započela je linija za Madrid a u zračnu flotu uvedena su dva Airbusa A320. Također, 10. svibnja 2010. nabavljen je novi Embraer E-190 direktno iz Embraerove tvornice.
Tijekom 2012. godine Air Moldova je prevezla 506.000 putnika a sljedeće godine je promet povećan na 527.000.

## Odredišta
| Grad               | Zemlja                 | IATA   | ICAO   | Zračna luka                    | Napomena |
| EUROPA             | EUROPA                 | EUROPA | EUROPA | EUROPA                         | EUROPA   |
| ------------------ | ---------------------- | ------ | ------ | ------------------------------ | -------- |
| Kišinjev           | Moldavija              | KIV    | LUKK   | Zračna luka Kišinjev           | Hub      |
| Larnaca            | Cipar                  | LCA    | LCLK   | Zračna luka Larnaca            |          |
| Pariz              | Francuska              | BVA    | LFOB   | Zračna luka Beauvais-Tillé     |          |
| Atena              | Grčka                  | ATH    | LGAV   | Zračna luka Atena              |          |
| Dublin             | Irska                  | DUB    | EIDW   | Zračna luka Dublin             |          |
| Bologna            | Italija                | BLQ    | LIPE   | Zračna luka Bologna            |          |
| Milano             | Italija                | MXP    | LIMC   | Zračna luka Malpensa           |          |
| Rim                | Italija                | FCO    | LIRF   | Zračna luka Leonardo da Vinci  |          |
| Venecija           | Italija                | VCE    | LIPZ   | Zračna luka Marco Polo         |          |
| Verona             | Italija                | VRN    | LIPX   | Zračna luka Verona             |          |
| Frankfurt na Majni | Njemačka               | FRA    | EDDF   | Zračna luka Frankfurt na Majni |          |
| Lisabon            | Portugal               | LIS    | LPPT   | Zračna luka Lisabon            |          |
| Bukurešt           | Rumunjska              | OTP    | LROP   | Zračna luka Henri Coandă       |          |
| Moskva             | Rusija                 | DME    | UUDD   | Zračna luka Domodedovo         |          |
| Nižnjevartovsk     | Rusija                 | LED    | ULLI   | Zračna luka Nižnjevartovsk     |          |
| Sankt Peterburg    | Rusija                 | NJC    | USNN   | Zračna luka Pulkovo            |          |
| Soči               | Rusija                 | AER    | URSS   | Zračna luka Soči               |          |
| Surgut             | Rusija                 | SGC    | USRR   | Zračna luka Surgut             |          |
| Barcelona          | Španjolska             | BCN    | LEBL   | Zračna luka Barcelona          |          |
| Madrid             | Španjolska             | MAD    | LEMD   | Zračna luka Madrid-Barajas     |          |
| Antalya            | Turska                 | AYT    | LTAI   | Zračna luka Antalya            |          |
| Istanbul           | Turska                 | IST    | LTBA   | Zračna luka Atatürk            |          |
| Kijev              | Ukrajina               | KBP    | UKBB   | Zračna luka Borispilj          |          |
| London             | Ujedinjeno Kraljevstvo | STN    | EGSS   | Zračna luka Stansted           |          |

## Suradnja
Air Moldova surađuje sa sljedećim avio kompanijama:
| Kompanija                      | Udruženje |
| ------------------------------ | --------- |
| UTair Aviation                 |           |
| Ukraine International Airlines |           |
| Meridiana                      |           |

## Zračna flota
Prosječna starost aviona u Air Moldovi iznosi 15,2 godina.